# Lista över offentlig konst i Bollnäs kommun
Lista över offentlig konst i Bollnäs kommun är en ofullständig förteckning över konst i offentliga rum, främst utomhusplacerad offentlig konst, i Bollnäs kommun. 

## Bollnäs tätort
| Titel                                      | Konstnär(er)                                | Årtal                         | Beskrivning                                                                        | Typ - material                 | Plats Koordinater                                                                   | ID             | Bild |
| ------------------------------------------ | ------------------------------------------- | ----------------------------- | ---------------------------------------------------------------------------------- | ------------------------------ | ----------------------------------------------------------------------------------- | -------------- | ---- |
| Madonnan vid Vågen                         | Diana Anderson                              | 2010                          |                                                                                    | carraramarmor och betong       | mellan Stadshuset och sjön Vågen koordinater saknas                                 | k2183/XBM10025 |      |
| Ingeborg Schenström                        | Jerker Andersson                            | 2009                          | Byst över Ingeborg Schenström                                                      | Byst - brons                   | Schenströmsparken koordinater saknas                                                | k2183/XBM10023 |      |
| Katter                                     | Jerker Andersson                            | 1996                          |                                                                                    | skulpturer - granit och diabas | Västra Stationsgatan och Gamla Järnvägsgatan 8 koordinater saknas                   | k2183other/02  |      |
| Solens barn                                | Jerker Andersson                            | 1995                          | Skulptur över en pojke                                                             | granit                         | utanför Bollnäs huvudbibliotek, Collinigatan koordinater saknas                     | k2183/XBM10002 |      |
| Rondeller                                  | Lena Andersson                              | 2005                          |                                                                                    | reliefer - glaserat kakel      | Rodellerna i Häggesta, Schenströmsplan och Bollnäs Norr (väg 83) koordinater saknas | k2183/XBM10020 |      |
| Hoppets blåa blomma och de fyra årstiderna | Lena Andersson                              | 1996                          |                                                                                    | skulptur - keramik             | Sankt Lars kyrkogård koordinater saknas                                             | k2183other/03  |      |
| Inspirerat av Hälsingebrokvist             | Lena Andersson                              | 1995                          |                                                                                    | relief - keramik               | Vid huvudingången till Bollnäs sjukhus koordinater saknas                           | k2183other/04  |      |
| Former                                     | KG Bejemark                                 | 1972                          |                                                                                    | relief - koppar                | Torsbergsgymnasiets fasad ovanför entrén koordinater saknas                         | k2183/XBM10004 |      |
| Kentaur                                    | Sigrid Fridman                              | 1963                          |                                                                                    | brons på granitsockel          | Schenströmsparken koordinater saknas                                                | k2183/XBM10005 |      |
| Skifferskulptur med vattenspel             | Gunnar von Gegerfelt                        | 1989                          |                                                                                    | skiffer                        | utanför Karlslunds servicehus koordinater saknas                                    | k2183/XBM10024 |      |
| Bordet Även känd som: Byråkraten           | Willy Gordon                                | 1985                          |                                                                                    | skulptur - brons               | utanför dåvarande Skattemyndigheten koordinater saknas                              | k2183other/06  |      |
| Portalen                                   | Bashir Hajo                                 | 1999                          |                                                                                    | skulptur - trä                 | Brotorget koordinater saknas                                                        | k2183other/07  |      |
| Dressinfärden                              | Bengt Johnsson                              | 1994                          | Två barn på dressin                                                                | väggmålning                    | Bollnäs biblioteks fasad, Collinigatan koordinater saknas                           | k2183/XBM10007 |      |
| Guldsmedsgården                            | Bengt Johnsson                              | 1986                          |                                                                                    | väggmålning                    | Guldsmed Peterssons gård koordinater saknas                                         | k2183other/08  |      |
| Ängelen                                    | Peter Linde                                 | 1996                          |                                                                                    | skulptur - brons               | utanför Bollnäs sjukhus koordinater saknas                                          | k2183other/09  |      |
| Frigörelse                                 | Johnny Martinsson                           | 1991                          | Två block                                                                          | brons                          | Vänortsparken utanför Scandic Hotel koordinater saknas                              | k2183/XBM10008 |      |
| Den trånga porten                          | Johnny Martinsson                           | 1990                          |                                                                                    | skulptur - brons               | Minneslunden vid Bollnäs kyrka koordinater saknas                                   | k2183other/10  |      |
| Flottaren                                  | Per Nilsson-Öst                             | 1971                          | Två flottare                                                                       | brons                          | vid Karlslundsbadet koordinater saknas                                              | k2183/XBM10010 |      |
| Glädjens blomster                          | Per Nilsson-Öst                             |                               |                                                                                    | staty - brons                  | Östra Stationsgatan koordinater saknas                                              | k2183other/11  |      |
| Vadan och varthän?                         | Fritiof Strandberg                          | 1986                          |                                                                                    | målning                        | på pelarna under viadukten vid stadshusparkeringen koordinater saknas               | k2183/XBM10012 |      |
| Kunskapens växande                         | Staffan Thelin                              | 2000                          | Äpple med kärnhus                                                                  | brons                          | utanför Torsbergsgymnasiet, längs gångväg koordinater saknas                        | k2183/XBM10016 |      |
| Hjulpar från ett B-lok                     | industriell tillverkning på Nydqvist & Holm | ångloket tillverkades 1909-19 | Hjulpar från ett skrotat ånglok av modell littera B, ångloket tillverkades 1909-19 | järn                           | Bollnäs järnvägsstation koordinater saknas                                          | k2183/XBM10019 |      |

## Bollnäs kommun i övrigt
| Titel                                       | Konstnär(er)     | Årtal | Beskrivning                       | Typ - material                            | Stadsdel/ort | Plats Koordinater                                               | ID             | Bild |
| ------------------------------------------- | ---------------- | ----- | --------------------------------- | ----------------------------------------- | ------------ | --------------------------------------------------------------- | -------------- | ---- |
| Lars Olsson i Hof                           | Gösta Almgren    |       | Byst över Lars Olsson i Vallsta   | Byst - Brons på granitsockel              | Arbrå        | Naturbruksgymnasiet Nytorp koordinater saknas                   | k2183/XBM10011 |      |
| Tupp                                        | Jörg Jeschke     | 2002  |                                   | corténstål och emalj                      | Kilafors     | vid Lövlundsskolan koordinater saknas                           | k2183/XBM10006 |      |
| I rörelse                                   | Pål Svensson     | 1998  |                                   | hallandsgnejs                             | Kilafors     | Kilafors järnvägsstation koordinater saknas                     | k2183/XBM10013 |      |
| Frökapsel                                   | Staffan Thelin   | 2005  |                                   | smidesjärn                                | Kilafors     | Hällagården koordinater saknas                                  | k2183/XBM10014 |      |
| Hårgalegenden                               | Staffan Thelin   | 2009  | Tall med spelman och hambodansare | smidesjärn                                | Kilafors     | Cirkulationsplatser i anslutning till väg 83 koordinater saknas | k2183/XBM10022 |      |
| Hästen och frökapseln                       | Staffan Thelin   | 1998  |                                   | brons                                     | Arbrå        | fasad till Ängslunda koordinater saknas                         | k2183/XBM10015 |      |
| Läsande barn                                | Jerker Andersson | 1996  |                                   | Granit                                    | Kilafors     | Vid Kilafors skola koordinater saknas                           | k2183/XBM10001 |      |
| Nyckelpigor Även känd som: Das ding an sich | Margit Öjemark   | 2006  |                                   | betong, keramik, mosaik, speglar och stål | Kilafors     | Kilaforsskolan koordinater saknas                               | k2183/XBM10021 |      |

## Tidigare utplacerade konstverk
Nedan följer en lista på konstverk som tidigare varit utplacerade men nu är i förvar, förstörda eller försvunna.
| Titel           | Konstnär(er)     | Årtal | Beskrivning     | Typ - material | Tidigare plats Koordinater                                                    | ID             | Bild |
| --------------- | ---------------- | ----- | --------------- | -------------- | ----------------------------------------------------------------------------- | -------------- | ---- |
| Blånande berg   | Mårten Andersson | 1999  | Landskap på trä | Olja på trä    | Nedpackad i väntan på ny placering koordinater saknas                         | k2183/XBM10003 |      |
| Snoddasreliefen | Per Nilsson-Öst  | 1984  |                 | Bronsrelief    | Stod tidigare på stadens torg (för närvarande magasinerat) koordinater saknas | k2183other/01  |      |